# 1912

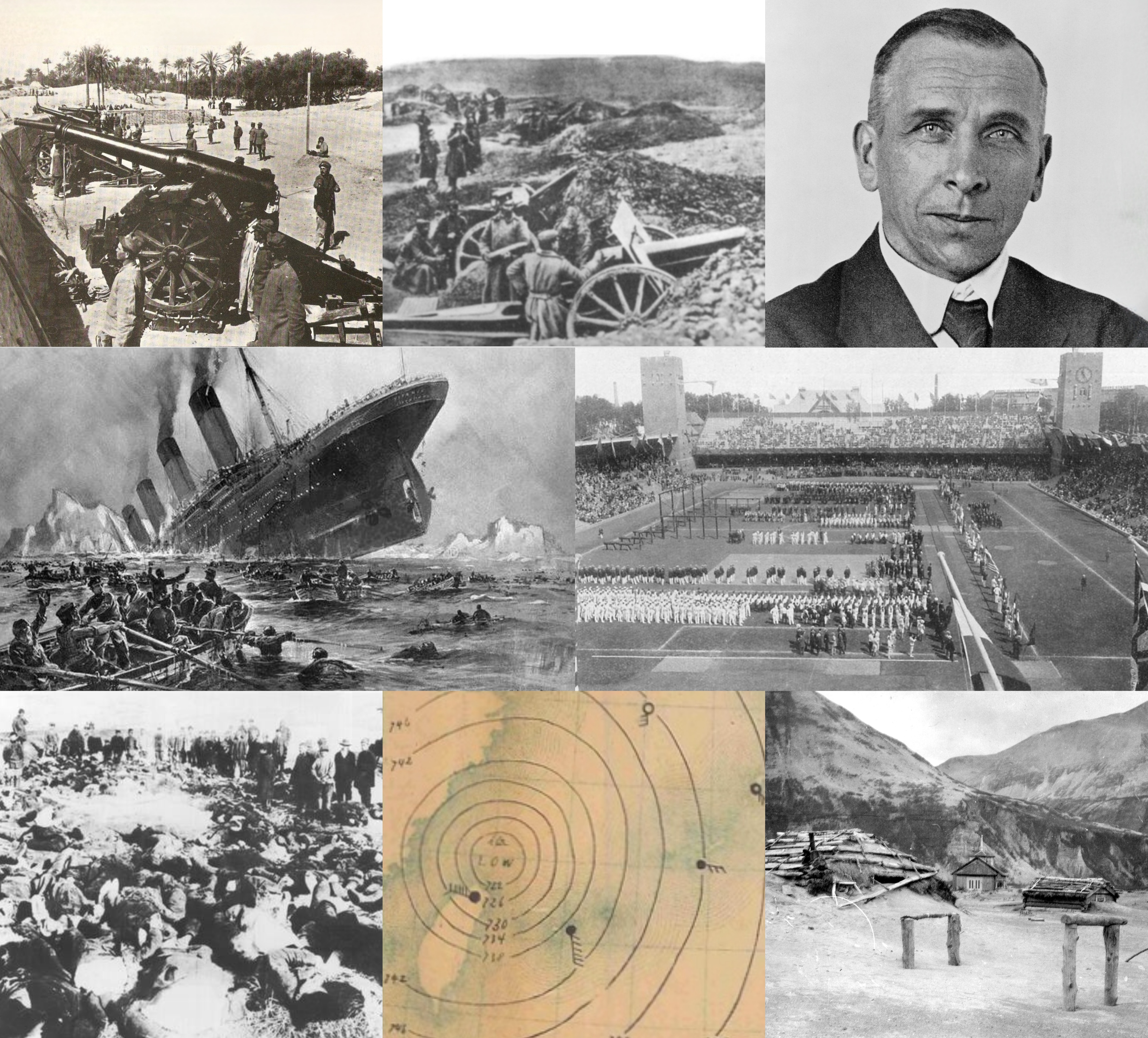

1912 (MCMXII) là một năm nhuận bắt đầu vào Thứ hai của lịch Gregory và là một năm nhuận bắt đầu vào Chủ Nhật của lịch Julius, năm thứ 1912 của Công nguyên hay của Anno Domini, the năm thứ 912  của thiên niên kỷ 2, năm thứ 12  của thế kỷ 20, và năm thứ  3   của thập niên 1910. Tính đến đầu năm 1912, lịch Gregory bị lùi sau 13 ngày trước lịch Julius, và vẫn sử dụng ở một số địa phương đến năm 1923. 

## Sự kiện

### Tháng 1
- 1 tháng 1 - Thành lập Trung Hoa Dân quốc. Tôn Trung Sơn nhậm chức đại tổng thống.
- 6 tháng 1 – New Mexico thành lập.
- 7 tháng 1 – Nam Phi châu Phi nhân dân đại hội thành lập

### Tháng 2
- 14 tháng 2 – Thành lập bang Arizona.

### Tháng 3
- 10 tháng 3 – Tại Bắc Kinh, Viên Thế Khải nhậm chức tổng thống lâm thời Trung Hoa Dân Quốc

### Tháng 4
- 4 tháng 1 – Tôn Trung Sơn từ chức tổng thống Trung Hoa Dân Quốc
- 11 tháng 4 – Giáo hội Phật giáo Trung Quốc chính thức thành lập
- 15 tháng 4 - Đắm tàu RMS Titanic, hơn 1500 người chết

### Tháng 5
- 13 tháng 5 – Thành lập không quân Anh Quốc.

### Tháng 6
- 10 tháng 6 – Thảm sát 8 người bằng rìu ở Mỹ, là vụ án 100 năm chưa thể tìm ra hung thủ

### Tháng 7
- 30 tháng 7 – Thái tử Yoshihito kế vị Thiên hoàng Nhật Bản, niên hiệu Đại Chính

### Tháng 8
- 25 tháng 8 – Trung Quốc Đồng minh hội cải tổ thành Trung Quốc Quốc Dân Đảng

### Tháng 11
- 14 tháng 11 – Vua Serbia Petar I ra sắc lệnh lập nên Huân chương Dũng cảm tặng thưởng quân nhân trong Chiến tranh Balkan lần thứ nhất.[1]
- 23 tháng 11 – Albania tuyên bố độc lập

## Sinh
- 16 tháng 1 - Trần Duy Hưng, cố Chủ tịch Thành phố Hà Nội (m. 1988)
- 15 tháng 4 - Kim Nhật Thành, nhà lãnh đạo tối cao đầu tiên của Bắc Triều Tiên (m. 1994)
- 19 tháng 6 - Lưu Trọng Lư, nhà thơ của Phong trào Thơ mới (m. 1991)
- 9 tháng 7 - Nguyễn Văn Cừ, cố Tổng Bí thư Đảng Cộng sản Đông Dương (m. 1941)
- 7 tháng 8:
- Võ Chí Công, chính khách, cố Chủ tịch hội đồng nhà nước (nay là Chủ tịch nước) nhiệm kỳ 1987-1992 (m. 2011)
- Maurice Henry Dorman, đại diện Vương quốc Thịnh vượng chung (m. 1993)[2]
- 2 tháng 9 - Xuân Thủy, cố Bộ trưởng Bộ Ngoại giao Việt Nam (m. 1985)
- 22 tháng 9  - Hàn Mặc Tử, nhà thơ Việt Nam (m. 1940)
- 20 tháng 10 - Vũ Trọng Phụng, nhà văn Việt Nam (m. 1939)

## Mất
- 15 tháng 4 - John Jacob Astor IV, người giàu nhất thế giới những năm 1910 (s. 1864)
- 14 tháng 5 - Frederick VIII, vua Đan Mạch (s. 1843)
- 11 tháng 6 – Nguyễn Phúc Hòa Nhàn, phong hiệu Mỹ Duệ Công chúa, công chúa con vua Minh Mạng (s. 1835).
- 30 tháng 7 – Thiên hoàng Minh Trị của Nhật Bản (s. 1852)
- 20 tháng 8 - William Booth, một trong 100 người Anh vĩ đại nhất mọi thời đại (s. 1829)

## Giải Nobel
- Vật lý - Gustaf Dalén
- Hóa học - Victor Grignard, Paul Sabatier
- Y học - Alexis Carrel
- Văn học - Gerhart Hauptmann
- Hòa bình - Elihu Root